# Closest Thing to Heaven (Tears for Fears)
Closest Thing to Heaven is een nummer van het Britse muziekduo Tears for Fears uit 2005. Het is de eerste single van hun zesde studioalbum Everybody Loves a Happy Ending.
Het nummer was het eerste Tears for Fears-nummer sinds 1990 waarop allebei de originele leden Roland Orzabal en Curt Smith te horen zijn. Het nummer behaalde de 40e positie in het Verenigd Koninkrijk. In de Nederlandse Top 40 bereikte het de 38e positie, waarmee Tears for Fears voor het eerst in 12 jaar weer genoteerd stond in die lijst. "Closest Thing to Heaven" was overigens wel meteen weer de laatste Top 40-hit voor het duo in Nederland. In Vlaanderen bereikte het nummer de 14e positie in de Tipparade.